# Constel·lació del Burí
El Burí (Caelum) és una constel·lació menor de l'hemisferi sud anomenada així per primera vegada per Nicolas-Louis de Lacaille. És una constel·lació sense estels brillants, car el de major magnitud és de la 4,45.

## Història
Caelum va ser introduïda per primera vegada al segle xviii per Lacaille, astrònom francès creador d'altres tretze constel·lacions del cel meridionals. El nom en francès que li va donar Lacaille va ser Burin, llatinitzat com Caelum Scalptorium. Francis Baily va escurçar aquest nom a Caelum seguint un suggeriment de John Herschel. A la carta original, la constel·lació es mostra com un burí o un estilet, encara que ha arribat a reconèixer-se simplement com un cisell.  Johann Bode va escriure el nom en plural (Cæla Scalptoris), però aquesta forma no va prosperar.

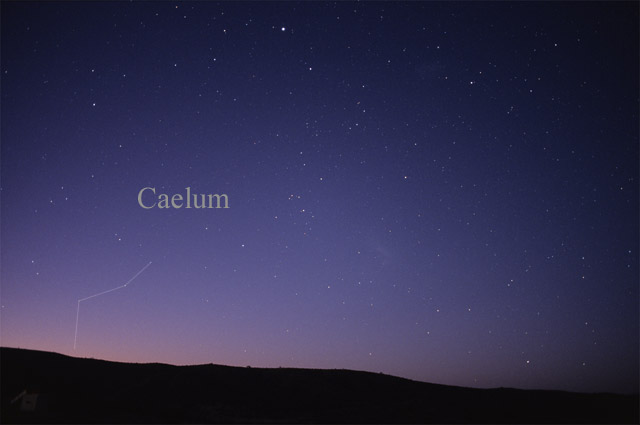
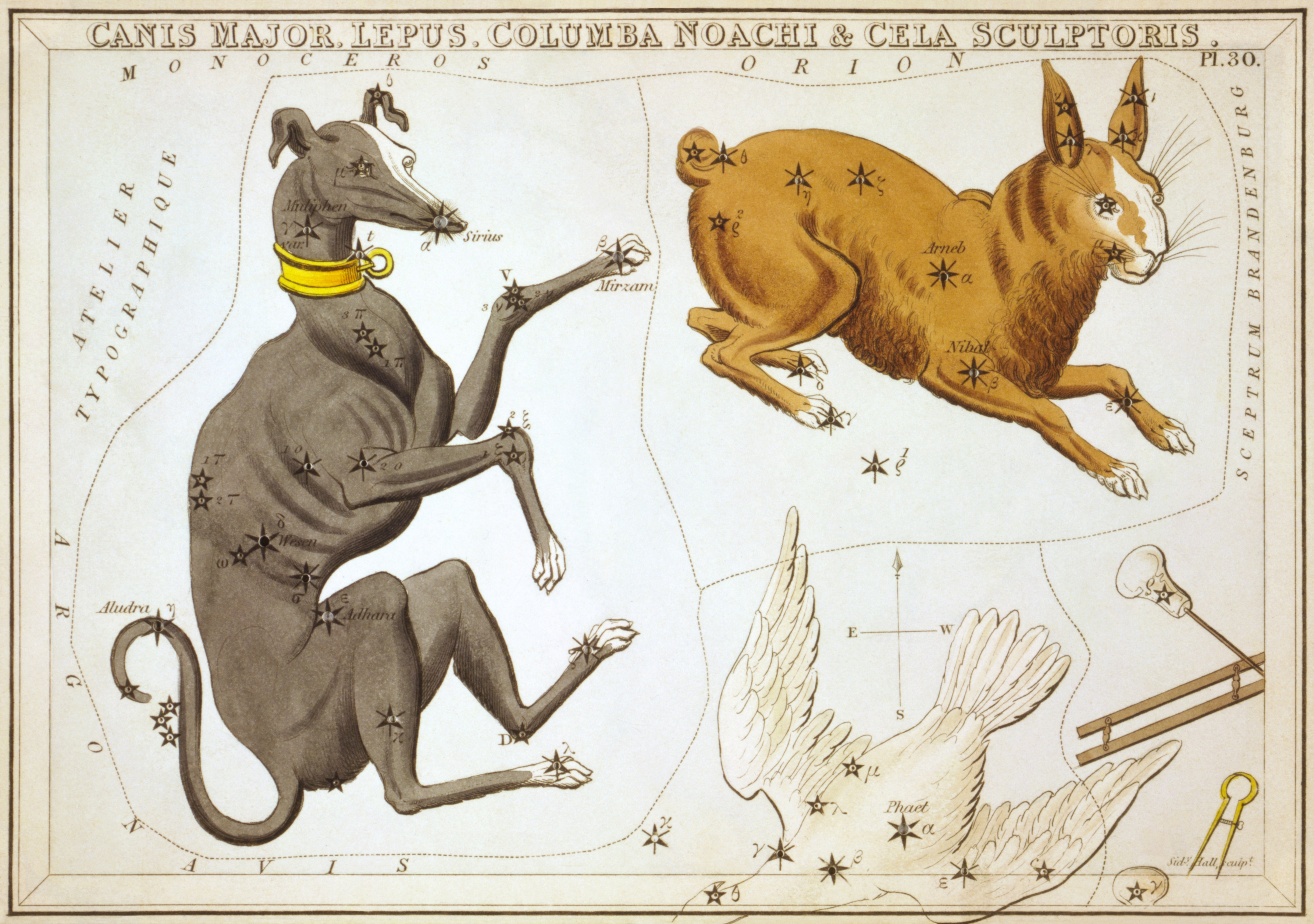